# One Detroit Center
Il One Detroit Center è un grattacielo di Detroit nel Michigan.

## Storia
L'edificio, progettato dagli architetti John Burgee e Philip Johnson, venne costruito tra il 1991 e il 1993. Ospita oggi gli uffici di diversi studi legali e della PricewaterhouseCoopers.

## Descrizione
L'edificio presenta un'architettura postmoderna capace di reinterpretare elementi architettonici tradizionali in chiave attuale; così, la sua cima è caratterizzata da guglie d'ispirazione neogotica che s'inseriscono armoniosamente nello storico panorama urbano di Detroit.